# Vigoulant
Vigoulant is een gemeente in het Franse departement Indre (regio Centre-Val de Loire) en telt 109 inwoners (1999). De plaats maakt deel uit van het arrondissement La Châtre.

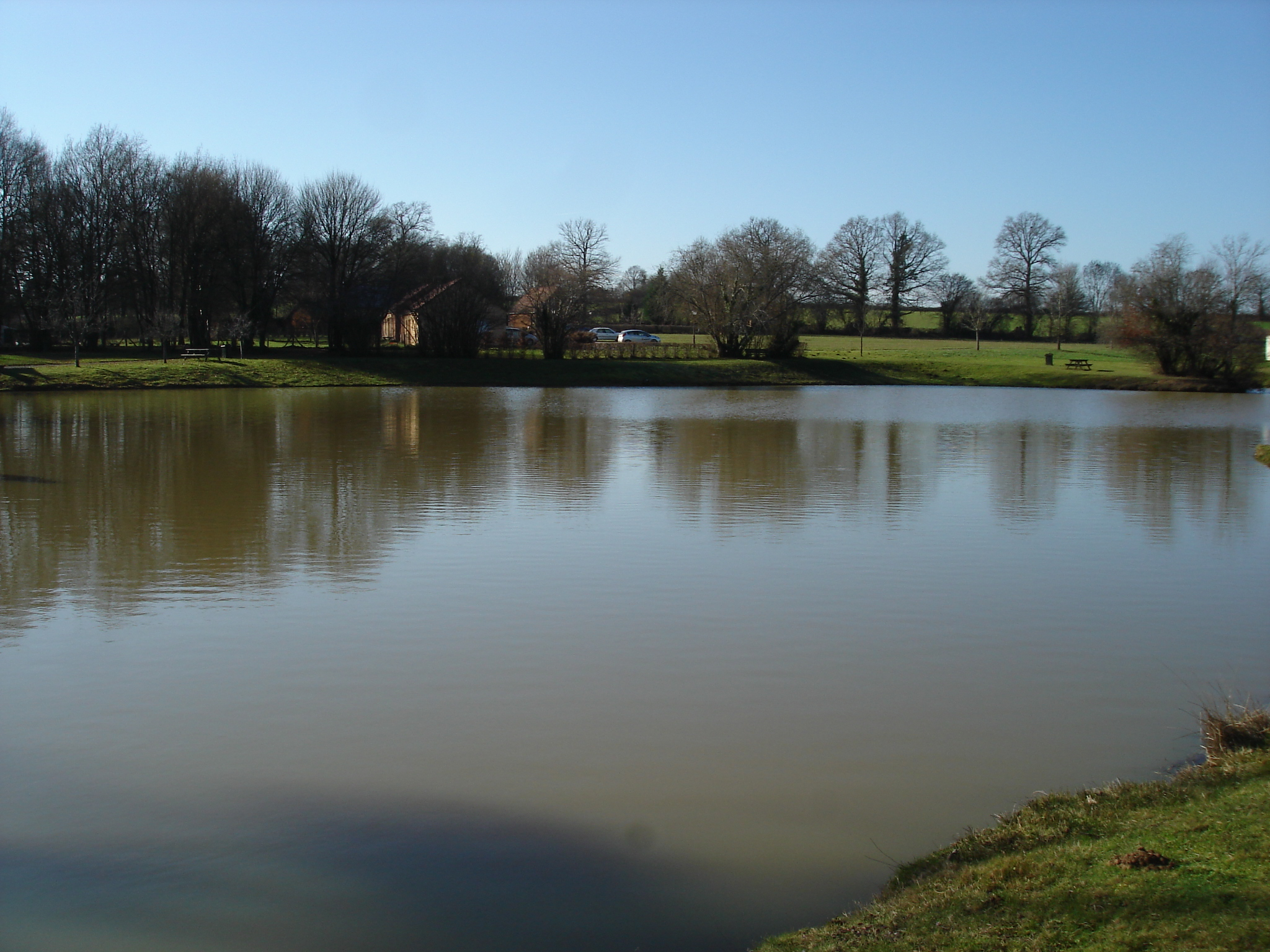
Omgeving
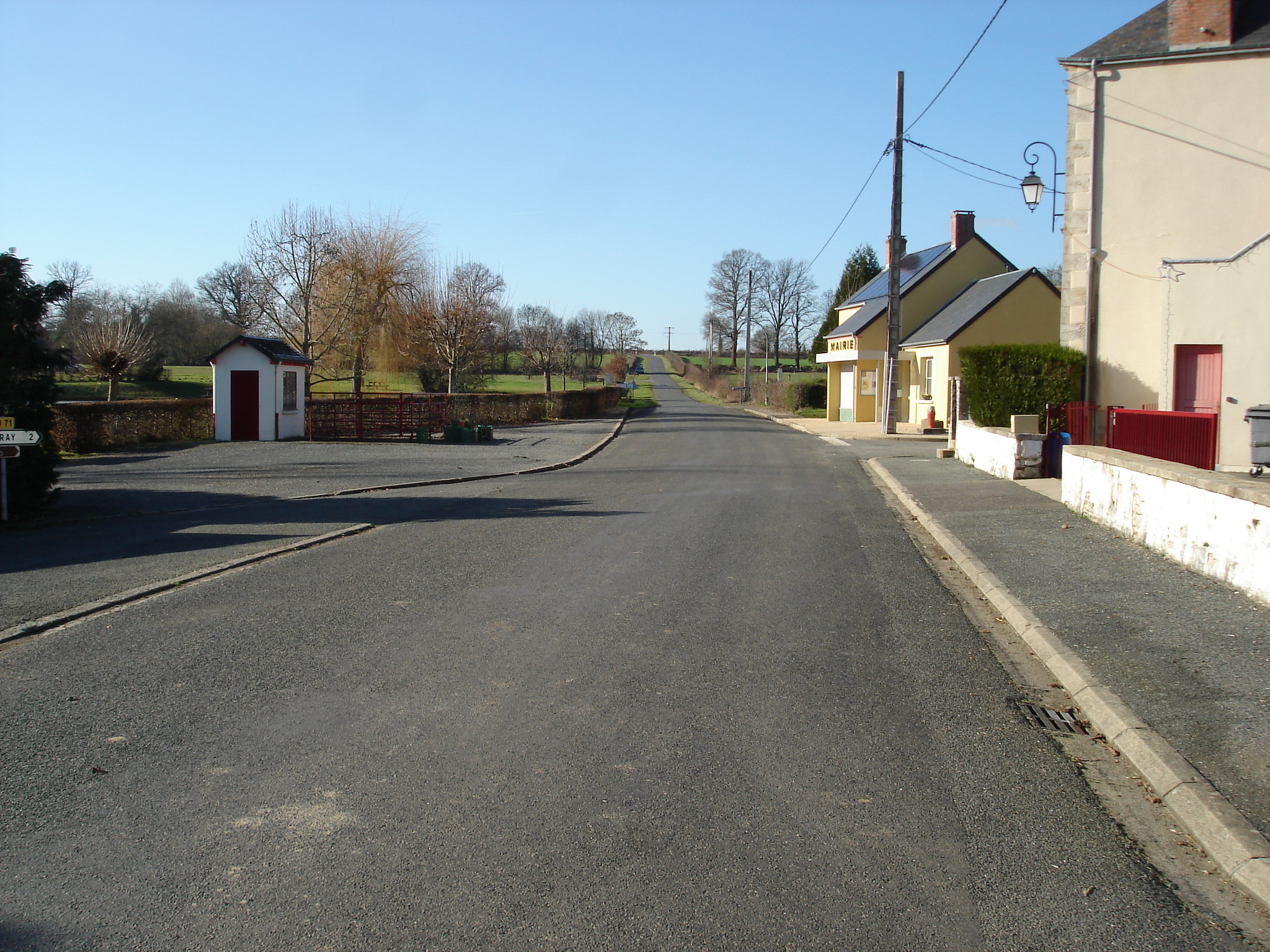
Hoofdstraat
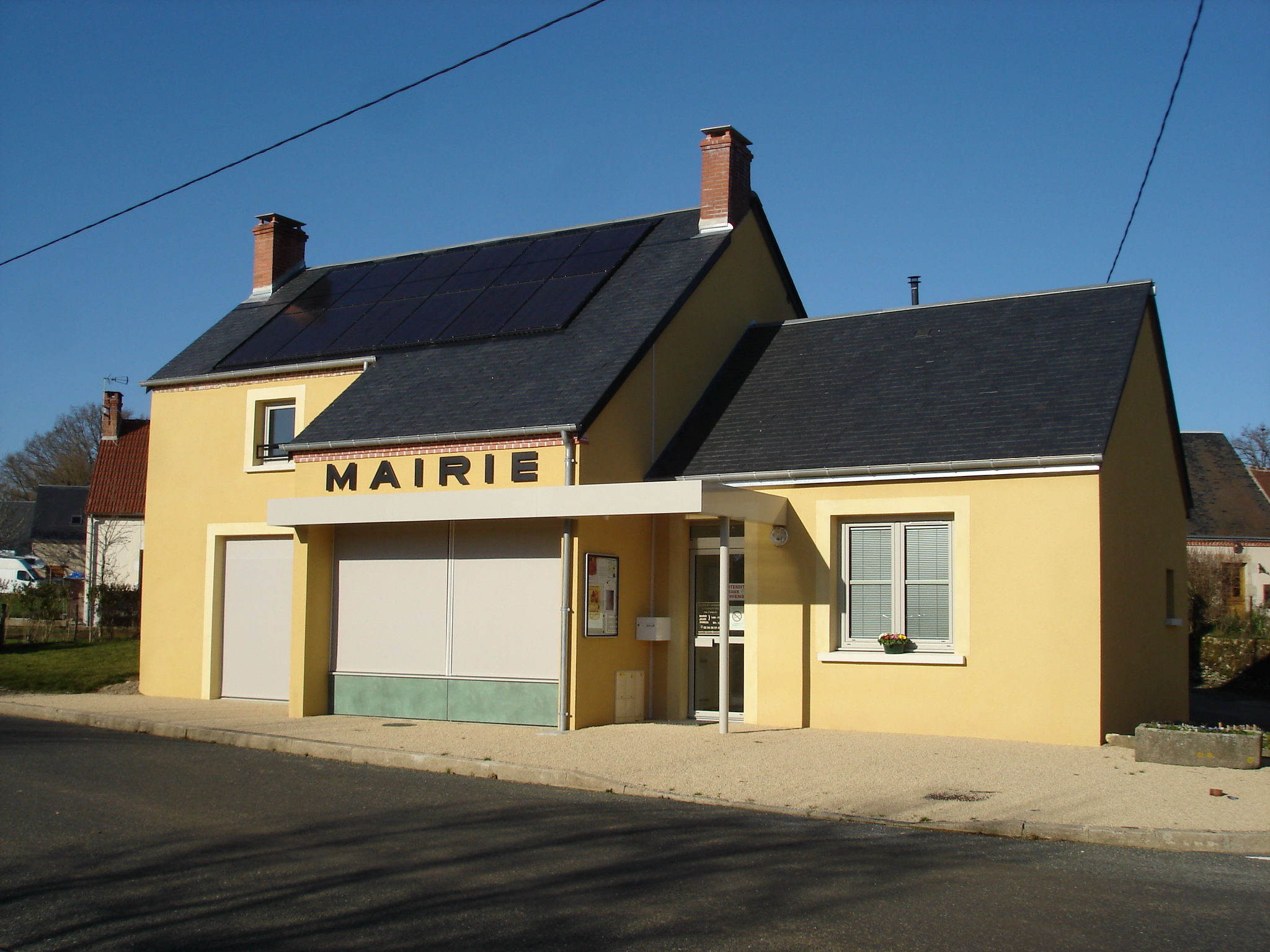
Gemeentehuis

## Geografie
De oppervlakte van Vigoulant bedraagt 9,5 km², de bevolkingsdichtheid is 11,5 inwoners per km².
De onderstaande kaart toont de ligging van Vigoulant met de belangrijkste infrastructuur en aangrenzende gemeenten.

## Demografie
Onderstaande figuur toont het verloop van het inwonertal (bron: INSEE-tellingen).